# Rozprawa o naukach i sztukach
Rozprawa o naukach i sztukach (oryg. fr. Discours sur les sciences et les arts) – rozprawa przedstawiona przez Jeana-Jacques’a Rousseau na konkurs ogłoszony przez Akademię w Dijon. Tekst uzyskał pierwszą nagrodę w tymże konkursie, a po swojej publikacji stał się przedmiotem ożywionej dyskusji. Jest to pierwszy tekst Rousseau, w którym poddaje on zdecydowanej krytyce cywilizację i jej osiągnięcia, głosząc powrót do natury jako pierwotnego i najlepszego stanu życia człowieka.

## Okoliczności powstania
Jean-Jacques Rousseau napisał Rozprawę o naukach i sztukach w 1750, z myślą o przedstawieniu tekstu w konkursie ogłoszonym przez Akademię w Dijon. Polegał on na napisaniu rozprawy stanowiącej rozbudowaną odpowiedź na pytanie Czy postęp nauk i sztuk przyczynił się do zepsucia czy do poprawy obyczajów? (fr. Si le rétablissement des sciences et des arts a contribué à épurer les mœurs).
W momencie tworzenia swojej rozprawy Rousseau był autorem szerzej nieznanym. Od 1744 przebywał w Paryżu, gdzie obracał się w kręgach encyklopedystów, przyjaźnił się m.in. z Diderotem. Rozprawa... zdobyła w konkursie pierwszą nagrodę, a po swojej publikacji zyskała natychmiastowy rozgłos. Uzyskawszy nagrodę akademii, Rousseau stał się niebawem postacią znaną.

## Treść
W Wyznaniach Rousseau opisał swoje wędrówki między Paryżem a Vincennes (dzieliła je odległość ok. 2 mil), które przerywał krótkimi wypoczynkami po drodze, mając zawsze jakąś lekturę: Pewnego dnia wziąłem ze sobą Mercure de France, a idąc i przerzucając go trafiłem na pytanie konkursowe, zadane przez Akademię w Dijon [...]. Odkąd przeczytałem słowa konkursowego pytania, zobaczyłem inny świat i stałem się innym człowiekiem. Przyszedłszy do Vincennes byłem w podnieceniu zbliżonym do szaleństwa. Diderot to spostrzegł, wyjawiłem przyczynę, zachęcił mnie, bym rozwinął swe myśli i stanął do konkursu.
Rousseau udzielił odpowiedzi negatywnej na pytanie konkursowe. Rousseau dowodził, że rozwój nauk i sztuk od czasów Odrodzenia nie spowodował poprawy, lecz pogorszenie obyczajów społeczeństwa. W swojej rozprawie twierdził, że rozwój sztuki i postęp cywilizacyjny nie przyczyniły się do szczęścia człowieka. Jedyną wartością, która może zapewnić społeczną harmonię i samorealizację jednostki jest cnota, moralność, zgodność codziennego postępowania z własnymi przekonaniami. Tymczasem społeczeństwo wymusza na ludziach zachowania nieszczere, konserwuje niesprawiedliwy despotyczny ustrój i nierówność jednostek. Nauka i sztuki piękne odwracają natomiast uwagę człowieka od ponoszonych w ten sposób krzywd i skłaniają go na skupianiu się na rzeczach nieistotnych, podczas gdy dążenie do prawdziwego szczęścia w dalszym ciągu nie jest możliwe. Obraz przepojonego hipokryzją, niszczącego jednostki, odrzucającego wszelką etykę społeczeństwa jest poddany świadomej hiperbolizacji, która ma zwrócić uwagę współczesnych na te aspekty rzeczywistości, które zdaniem Rousseau były świadomie pomijane w tekstach innych osiemnastowiecznych filozofów, głoszących pochwałę swoich czasów. Rozprawa nie zawiera wniosków końcowych, nie przedstawia postulatów pozytywnych i dróg wyjścia z sytuacji. Zawarte w niej rozważania zostały o nie uzupełnione dopiero w kolejnych tekstach tego autora, zwłaszcza Rozprawie o nierówności. Według Macieja Starzewskiego cała argumentacja Rousseau została poprowadzona w sposób oparty na paradoksach w celu zmuszenia czytelnika do krytycznej refleksji.
Podając w wątpliwość społeczne, poznawcze znaczenie filozofii, Rousseau pisał w części drugiej swej rozprawy:

Cóż to jest filozofia? jaka jest treść pism najgłośniejszych filozofów? czego nas uczą ci  miłośnicy mądrości? Czy, słuchając ich, nie jest trudno się oprzeć wrażeniu, że oto gromadą szarlatanów, z których każdy z osobna wykrzykuje na placu publicznym: «Do rnnie, ludzie, ja jeden nie zwodzę»? Jeden twierdzi, że nie ma ciał i że wszystko jest tylko wyobrażeniem, drugi — że nie ma innej substancji prócz materii ani boga prócz świata. Ten dowodzi, że nie istnieje ani cnota, ani występek i że zło i dobro moralne to urojenia; ów, że ludzie to wilki i że się mogą pożerać z czystym sumieniem.

Wyjątkowe na tle prac innych autorów tezy Rousseau sprowokowały żywą polemikę, w której udział wziął m.in. król Polski Stanisław Leszczyński.

## Polskie wydania
- Jean Jacques Rousseau: Trzy rozprawy z filozofii społecznej. Przekład opracował, słowem wstępnym i przypisami opatrzył Henryk Elzenberg. Warszawa: Wydawnictwo Naukowe PWN, 1956, seria: Biblioteka Klasyków Filozofii. (pol.).